# Symmachia arcuata
Symmachia arcuata är en fjärilsart som beskrevs av William Chapman Hewitson 1867. Symmachia arcuata ingår i släktet Symmachia och familjen Riodinidae. Inga underarter finns listade i Catalogue of Life.

## Bildgalleri

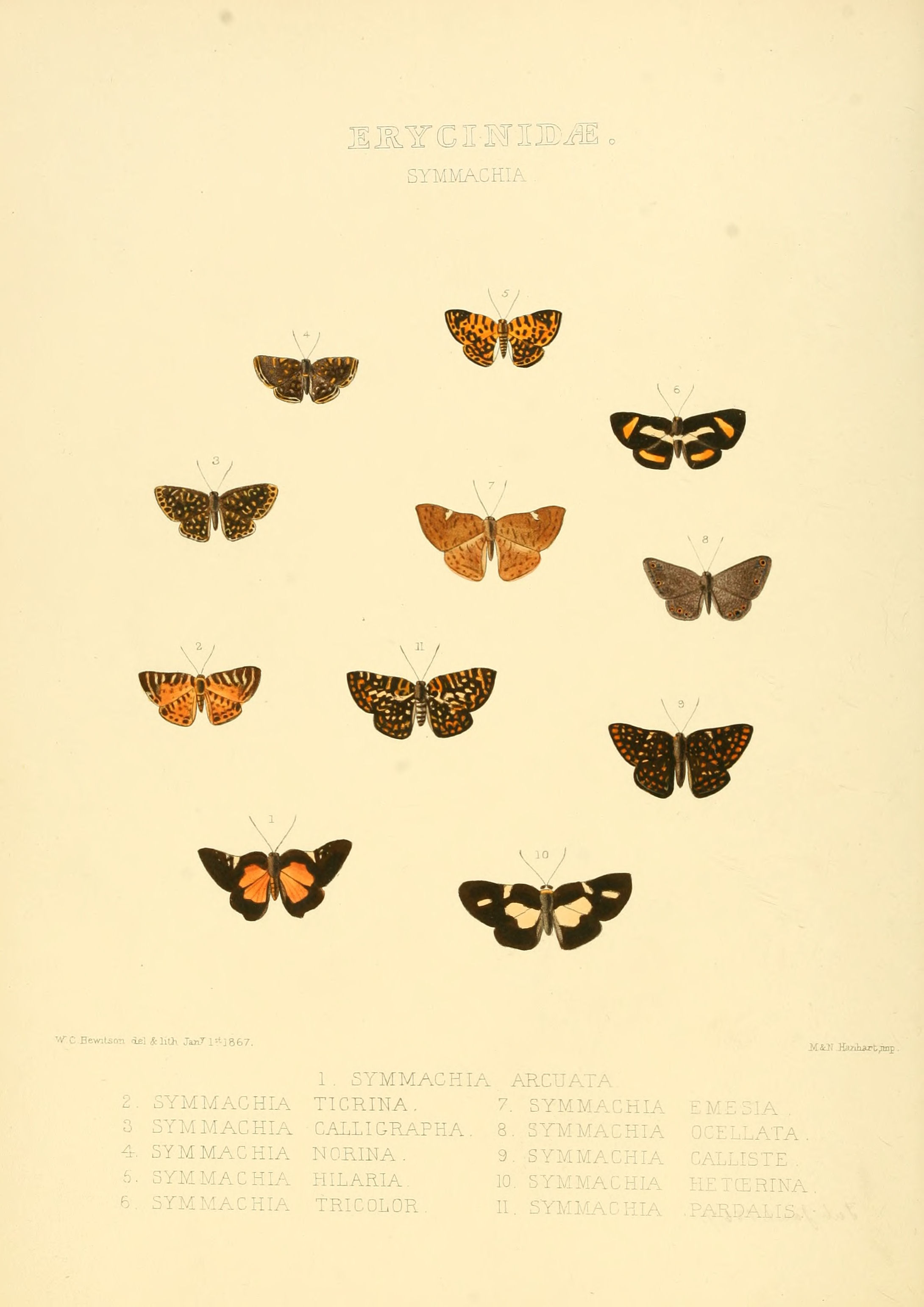